# Un nuovo giorno (film 1999)
Un nuovo giorno è un film per la televisione italiano del 1999, diretto da Aurelio Grimaldi.

## Trama
La professoressa Amalia Di Stasio viene improvvisamente trasferita da Verona a Napoli, sua città natale. La donna è piuttosto felice di poter tornare a casa, ma l'impatto con la difficile realtà di una scuola di un quartiere povero non sarà facile.